# 曾丙熙
曾丙熙(1840～1902)，又作曾炳熙，字开缉，名庚夫，号经郛，湖南邵东水东江镇董家冲（今孟公村）人。曾任苏松道道员，加二品衔。
清光绪二年(1876)举人。历任户部主事，总理衙门章京、员外郎、道台等职，加二品衔，赏戴花翎，诰封资政大夫。 
曾长于辞令，擅外事。法国侵占安南(越南)，时随邓京卿与法国殖民者勘定中越边界，法人恃强，欲将安南边界向中国一侧推移。曾正气凛然，据理抗争，法人终理屈词穷，遂援清例勘定边界。
光绪二十二年(1896)，曾任常镇道副使。
光绪二十五年(1899)，任苏淞太兵备道，署理江南洋务总局仪征淮盐总栈。时西人运粤盐入江，各处海关久已允行，曾与西人周旋，义正辞严地指出：“吾国利源多为人攫取，惟轮船不许载盐，倘容更异，国家将无以自给!”下令不许，西人亦不敢有违。时人称之为“吴淞黄埔江锁钥”。
光绪二十七年(1901)曾捐银洋2万元，在家乡修建杨塘书院(今邵东一中、邵东三中前身)，置图书数万册，供学子阅读，又购学田400亩，以资书院用度。
光绪二十八年(1902)卒于江宁(今南京)。